# Lure of the Temptress
Lure of the Temptress är ett klassiskt äventyrsspel av peka-och-klicka-karaktär. Spelet utvecklades av Revolution Software och släpptes år 1992 till Amiga, Atari ST och DOS.
Miljön är gammaldags lantlig och gemytlig och problemlösningen består till stor del av att konversera med olika figurer i spelet och därigenom komma till insikt om olika samband. Några få stridsmoment förekommer också.